# Gingen an der Fils
Gingen an der Fils ist eine Gemeinde in Baden-Württemberg in der Region Stuttgart, die zum Landkreis Göppingen gehört. Sie liegt zwischen der Landeshauptstadt Stuttgart und Ulm. Nach Stuttgart sind es 55 km, nach Ulm 38 km. Die Bürger von Gingen sind als Schnapper bekannt. Der Legende nach hat im 19. Jahrhundert Gingen dem Nachbarort Kuchen die Rechte an einem Brunnen „weggeschnappt“. Immer wieder spielt und spiele der Begriff in der Gemeinde eine Rolle (Schnapperbrunnen, Schnappermobil, Schnapperball, Schnapperfest).

## Geographie

### Geographische Lage
Gingen liegt im Filstal in 380,45 m ü. NHN (Rathaus). Die Gemarkung erstreckt sich von 367,4 m ü. NHN (am Sarenwangbach) bis 704,9 m ü. NHN (beim Hohenstein). Nachbargemeinden sind (im Uhrzeigersinn, beginnend im Norden) Süßen, Donzdorf, Kuchen und Bad Überkingen.

### Gemeindegliederung
Zu Gingen an der Fils gehören das Dorf Gingen an der Fils und der Weiler Grünenberg sowie die abgegangene Ortschaft Marrbach.

### Flächenaufteilung
Nach Daten des Statistischen Landesamtes, Stand 2014.

## Geschichte

### Mittelalter

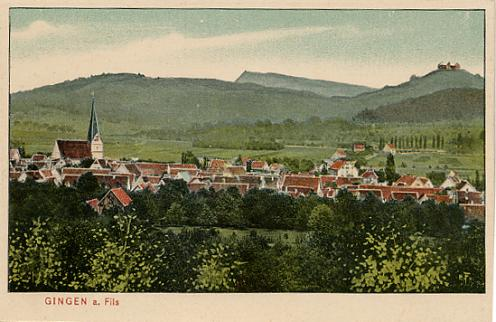
Gingen um 1900

915 wurde der Ort „Ginga“ in einer Schenkungsurkunde der Königin Kunigunde, Ehefrau des Königs Konrad I. des Ostfrankenreichs, für Kloster Lorsch erstmals erwähnt.
Archäologische Funde der späten Eisenzeit (sogenannte Viereckschanze) belegen eine Besiedlung in vorgeschichtlicher Zeit. Aus römischer Zeit (Weihesteine) und der Merowingerzeit (Reihengräber) stammen weitere Funde. Vermutlich spielte die Lage am Ausgang der Schwäbischen Alb, dort, wo sich das Filstal verbreitert und umfangreiche Ackerflächen bietet, eine wesentliche Rolle.
Der Staufer König Konrad III. erwarb 1147 vom Kloster Lorsch das in seinem Kerngebiet gelegene Dorf Gingen, während die Kirche mit ihrem gesamten Vermögen in der Hand des Klosters verblieb und 1232 an das Erzbistum Mainz überging. Seit etwa 1300, nach Aussterben der Staufer, war der Ort im Besitz der Grafen von Helfenstein. 1403 kam Gingen in den Besitz der Freien Reichsstadt Ulm.

### Neuzeit
Im Dreißigjährigen Krieg wurde Gingen von durchziehenden kaiserlichen Truppen verwüstet.
Durch die Mediatisierung aufgrund des Reichsdeputationshauptschlusses wurde Gingen 1803 zunächst ein Bestandteil des Königreichs Bayern, fiel aber bereits 1810 im Rahmen eines Gebietstausches infolge des Pariser Vertrages an das Königreich Württemberg und wurde dem Oberamt Geislingen zugeordnet.
Nach dem Ende der Monarchie gehörte Gingen zum Volksstaat Württemberg. Bei der Kreisreform während der NS-Zeit in Württemberg gelangte die Gemeinde 1938 zum neuen Landkreis Göppingen. 1945 bis 1952 befand sich Gingen im Nachkriegsland Württemberg-Baden, das 1945 in der Amerikanischen Besatzungszone gegründet worden war. 1952 kam die Gemeinde zum neuen Bundesland Baden-Württemberg.

### Neueste Zeit
Nach Ende des Zweiten Weltkriegs wurden die bäuerlichen Betriebe immer unwichtiger, da die „Wirtschaftswunder“jahre einen wirtschaftlichen Strukturwandel brachten. Die alten Landstraßen wurden nach und nach asphaltiert und eine neue Schule und später sogar eine Sporthalle, die Hohensteinhalle, errichtet. In den 1980er Jahren dehnte sich die Gemeinde um neue Wohngebiete aus und es entstanden auch kleine Industrieviertel, die immer mehr wachsen.

### Religion
Die Freie Reichsstadt Ulm leitete in ihrem Gebiet – und damit auch in Gingen – 1531 die Reformation ein. Seither ist der Ort mehrheitlich evangelisch geprägt.
Seit 1965 gibt es auch eine katholische Kirche.

### Einwohnerentwicklung
Quelle: Statistisches Landesamt Baden-Württemberg für die Daten ab 1970
| Datum              | Einwohner |
| ------------------ | --------- |
| 1837               | 1275      |
| 1907               | 1738      |
| 17. Mai 1939       | 2042      |
| 13. September 1950 | 3284      |
| 27. Mai 1970       | 4080      |
| 31. Dezember 1983  | 4038      |
| 25. Mai 1987       | 4173      |
| 31. Dezember 1991  | 4343      |
| 31. Dezember 1995  | 4311      |
| 31. Dezember 2005  | 4412      |
| 31. Dezember 2010  | 4289      |
| 31. Dezember 2015  | 4329      |
| 31. Dezember 2020  | 4554      |

## Politik

### Wappen
| Wappen von Gingen an der Fils | Blasonierung: „In Silber (Weiß) über einem schräglinken blauen Wellenbalken eine eintürmige rote Kirche“ |
| Wappen von Gingen an der Fils | Wappenbegründung: Der Wellenbalken steht für die Fils, die durch den Ort fließt. Darüber liegt die Ortskirche, in der möglicherweise die älteste Kircheninschrift Deutschlands aus dem Jahre 984 erhalten ist. Das Wappen wurde im Jahre 1922 angenommen, die blau-weiße Flagge wurde am 5. Dezember 1958 von dem Innenministerium verliehen. Flagge: Blau-Weiß. |

### Gemeinderat
Der Gemeinderat in Gingen besteht aus den 14 gewählten ehrenamtlichen Gemeinderäten und dem Bürgermeister als Vorsitzendem. Der Bürgermeister ist im Gemeinderat stimmberechtigt. Die Kommunalwahl am 9. Juni 2024 führte zu folgendem Ergebnis. 
| Parteien und Wählergemeinschaften | Parteien und Wählergemeinschaften                                   | % 2024  | Sitze 2024 | % 2019  | Sitze 2019 | Kommunalwahl 2024 %403020100 38,09 %27,27 %22,38 %8,17 %4,10 % FWCDU/FWVGLSPDGrüneGewinne und Verlusteim Vergleich zu 2019 %p 6 4 2 0 −2 −4 −6 −8+0,70 %p+2,66 %p−0,93 %p−6,52 %p+4,10 %pFWCDU/FWVGLSPDGrüne |
| UWG-FW                            | Unabhängige Wählergemeinschaft – Freie Wähler                       | 38,09   | 5          | 37,39   | 5          | Kommunalwahl 2024 %403020100 38,09 %27,27 %22,38 %8,17 %4,10 % FWCDU/FWVGLSPDGrüneGewinne und Verlusteim Vergleich zu 2019 %p 6 4 2 0 −2 −4 −6 −8+0,70 %p+2,66 %p−0,93 %p−6,52 %p+4,10 %pFWCDU/FWVGLSPDGrüne |
| CDU/FWV                           | Christlich Demokratische Union Deutschlands/Freie Wählervereinigung | 27,27   | 4          | 24,61   | 4          | Kommunalwahl 2024 %403020100 38,09 %27,27 %22,38 %8,17 %4,10 % FWCDU/FWVGLSPDGrüneGewinne und Verlusteim Vergleich zu 2019 %p 6 4 2 0 −2 −4 −6 −8+0,70 %p+2,66 %p−0,93 %p−6,52 %p+4,10 %pFWCDU/FWVGLSPDGrüne |
| GL                                | Gingener Liste                                                      | 22,38   | 3          | 23,31   | 3          | Kommunalwahl 2024 %403020100 38,09 %27,27 %22,38 %8,17 %4,10 % FWCDU/FWVGLSPDGrüneGewinne und Verlusteim Vergleich zu 2019 %p 6 4 2 0 −2 −4 −6 −8+0,70 %p+2,66 %p−0,93 %p−6,52 %p+4,10 %pFWCDU/FWVGLSPDGrüne |
| SPD                               | Sozialdemokratische Partei Deutschlands                             | 8,17    | 1          | 14,69   | 2          | Kommunalwahl 2024 %403020100 38,09 %27,27 %22,38 %8,17 %4,10 % FWCDU/FWVGLSPDGrüneGewinne und Verlusteim Vergleich zu 2019 %p 6 4 2 0 −2 −4 −6 −8+0,70 %p+2,66 %p−0,93 %p−6,52 %p+4,10 %pFWCDU/FWVGLSPDGrüne |
| Grüne                             | Die Grünen                                                          | 4,10    | 1          | –       | –          | Kommunalwahl 2024 %403020100 38,09 %27,27 %22,38 %8,17 %4,10 % FWCDU/FWVGLSPDGrüneGewinne und Verlusteim Vergleich zu 2019 %p 6 4 2 0 −2 −4 −6 −8+0,70 %p+2,66 %p−0,93 %p−6,52 %p+4,10 %pFWCDU/FWVGLSPDGrüne |
| gesamt                            | gesamt                                                              | 100,0   | 14         | 100,0   | 14         | Kommunalwahl 2024 %403020100 38,09 %27,27 %22,38 %8,17 %4,10 % FWCDU/FWVGLSPDGrüneGewinne und Verlusteim Vergleich zu 2019 %p 6 4 2 0 −2 −4 −6 −8+0,70 %p+2,66 %p−0,93 %p−6,52 %p+4,10 %pFWCDU/FWVGLSPDGrüne |
| Wahlbeteiligung                   | Wahlbeteiligung                                                     | 66,88 % | 66,88 %    | 64,91 % | 64,91 %    | Kommunalwahl 2024 %403020100 38,09 %27,27 %22,38 %8,17 %4,10 % FWCDU/FWVGLSPDGrüneGewinne und Verlusteim Vergleich zu 2019 %p 6 4 2 0 −2 −4 −6 −8+0,70 %p+2,66 %p−0,93 %p−6,52 %p+4,10 %pFWCDU/FWVGLSPDGrüne |

### Bürgermeister
- 1945–1948: Kaleb Fetzer
- 1948–1954: Karl Schmid
- 1954–1986: Heinz Nagel
- 1986–2010: Lothar Schober (parteilos)
- seit 2010: Marius Hick (CDU)

## Wirtschaft und Infrastruktur

### Verkehr

#### ÖPNV

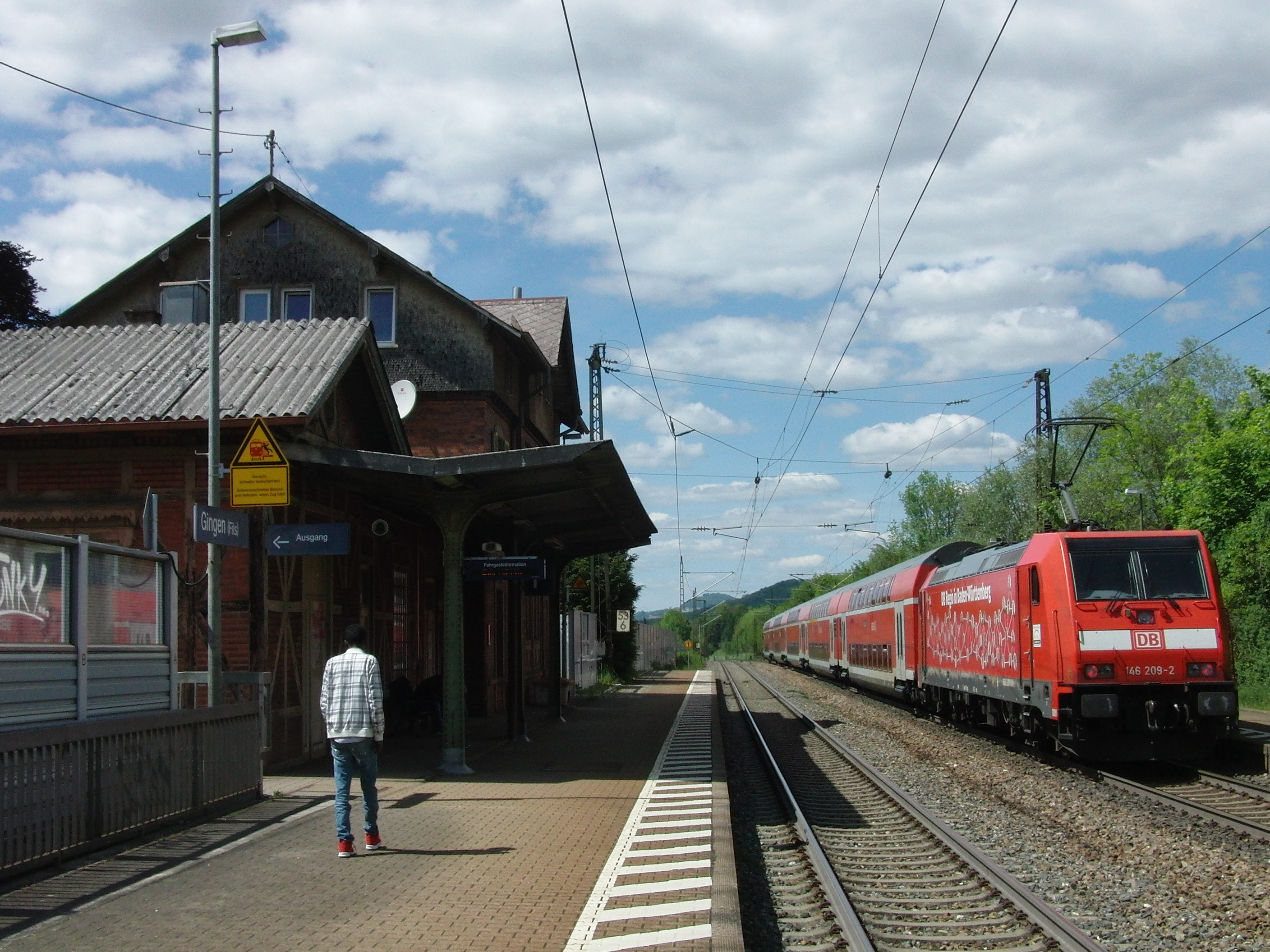
Bahnhof Gingen (Fils) mit RB 19246 nach Stuttgart Hbf

Gingen ist durch die Filstalbahn von Stuttgart nach Neu-Ulm an das Eisenbahnnetz angeschlossen. Der Bahnhof Gingen (Fils) wird halbstündlich je Richtung durch die Metropolexpress-Linie MEX16 Stuttgart – Esslingen (Neckar) – Plochingen – Göppingen – Geislingen (Steige) (– Ulm) bedient. Buslinien verbinden Gingen mit Geislingen und Süßen sowie Göppingen.

#### Straßenverkehr
Durch das Gemeindegebiet verläuft die Bundesstraße 10 Stuttgart–Ulm. Eine Ortsumgehung wurde am 10. Juli 2018 fertiggestellt und für den Verkehr freigegeben.

#### Radverkehr
Durch eine Alltagsradroute aus dem Radnetz Baden-Württemberg ist Gingen über Kuchen mit Geislingen an der Steige und in der anderen Richtung über Süßen und Eislingen mit Göppingen verbunden.

#### Bürgerrufauto
Mit dem Schnappermobil gibt es in der Gemeinde seit 2017 ein Bürgerrufauto, das von ehrenamtlichen Fahrern betreut wird.

### Bildungseinrichtungen
Gingen verfügt mit der Hohensteinschule über eine eigene zweizügige Grundschule, mit flexibler Ganztagesbetreuung. Nächstgelegene Realschulen bzw. Gymnasien finden sich in Süßen (3 km), Geislingen a.d. Steige (5–6 km) und Donzdorf (8 km). Für die kleinsten Einwohner stellt die Gemeinde mit der Kindertagesstätte Sonnenschein mit Kinderkrippe und dem Kindergarten St. Barbara zwei Betreuungseinrichtungen zur Verfügung. Ein Neubau der Kindertagesstätte Hohenstein wird ab 2018 den ehemals katholischen Kindergarten St. Barbara ersetzen. Zudem gibt es einen evangelischen Kindergarten.

### Bauwerke

#### Evangelische Johanneskirche

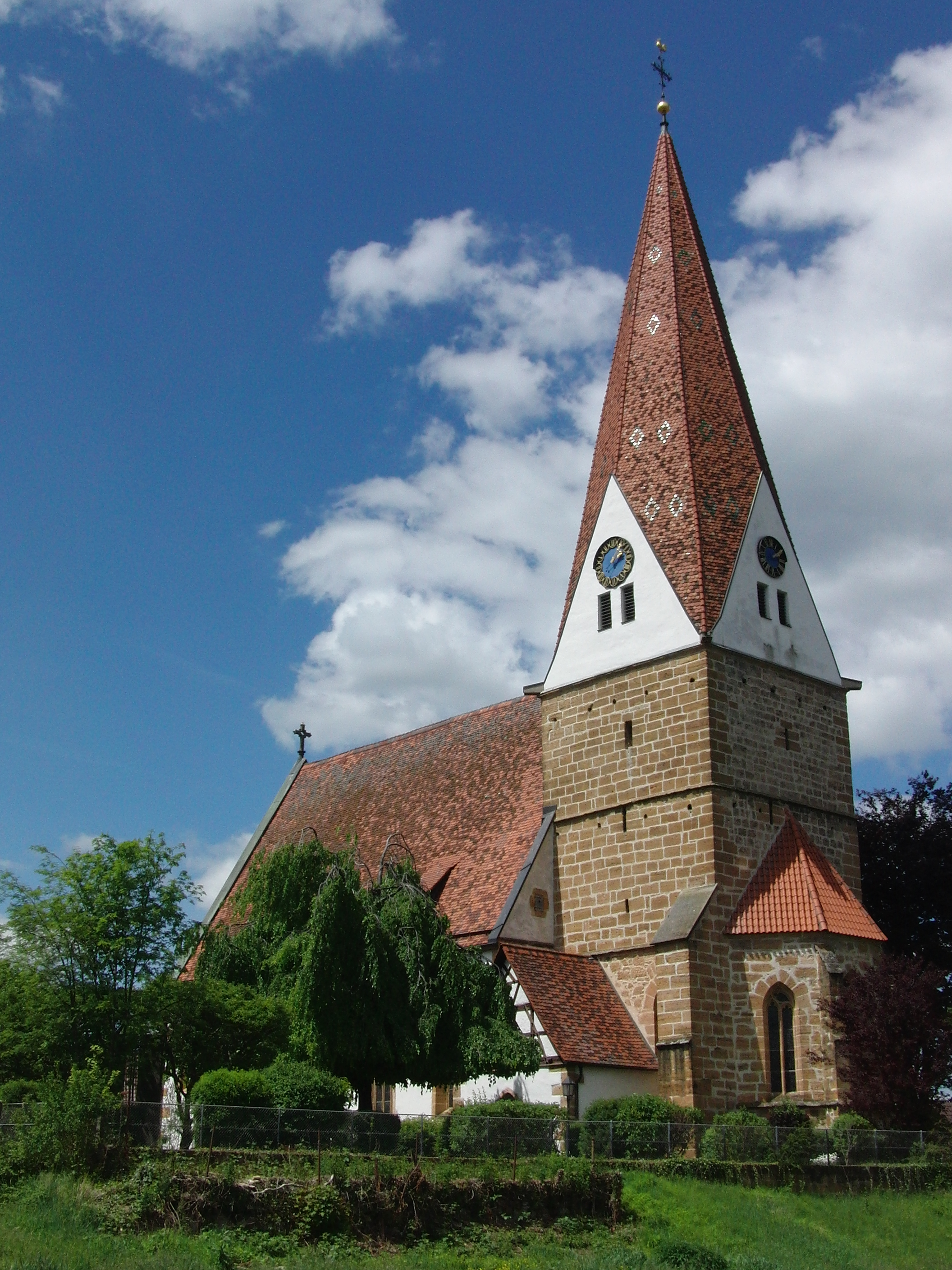
Johanneskirche Gingen an der Fils

Spätgotischer Bau mit Chor von 1463 und flachgedecktem Langhaus von 1512.
Über der Nordpforte eine Weiheinschrift vom 1. Februar 984; sie ist die älteste datierte Kircheninschrift Deutschlands (nach dionysischer Zeitrechnung).

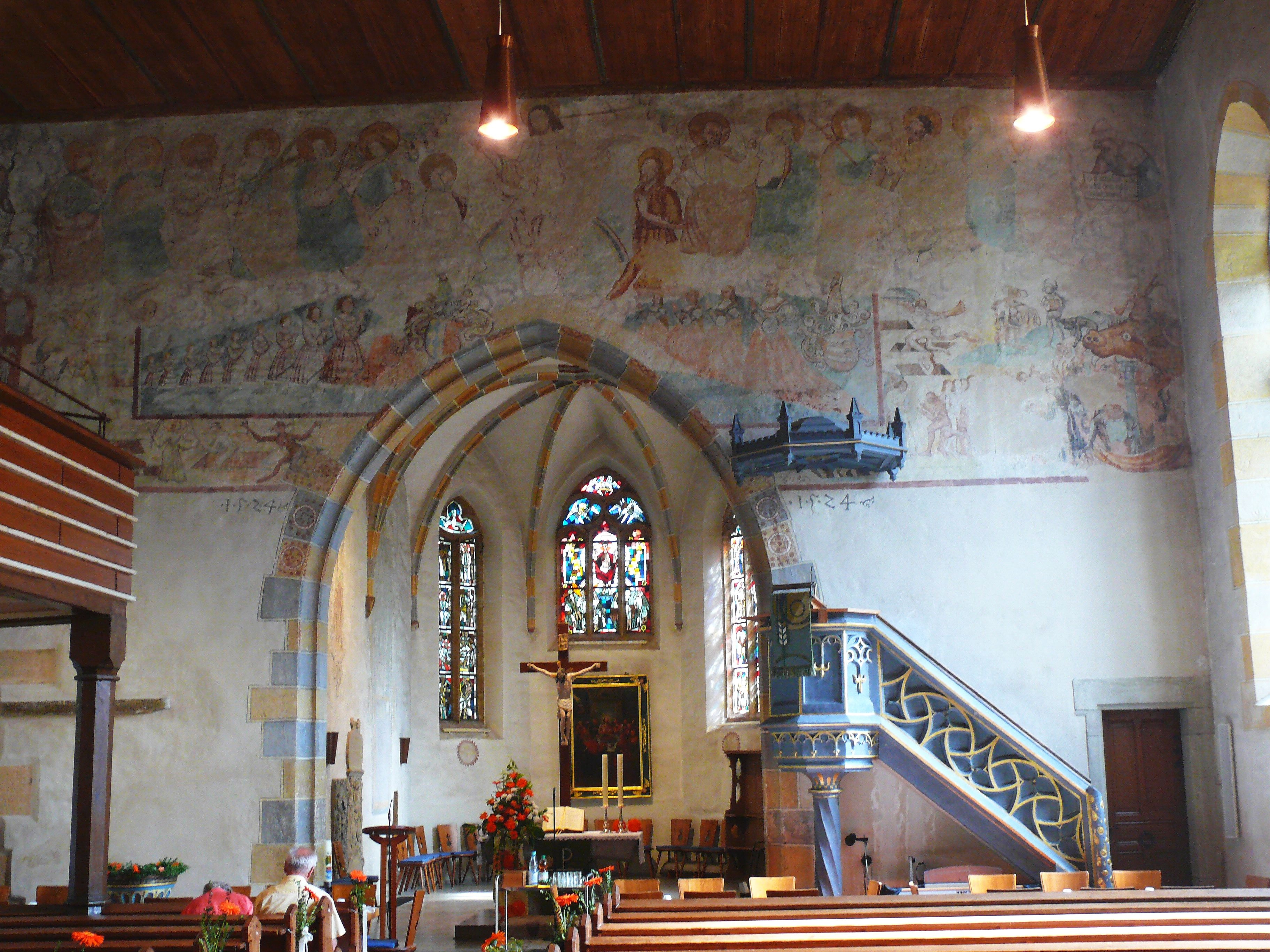
Johanneskirche Weltgerichtsfresko

Bei der Renovierung 1964–66 wurden die übertünchten Wandgemälde im Chor (1487) und über dem Chorbogen entdeckt. Dieses monumentale Weltgerichtsbild von 1524 , das vom Obervogt Eitel Sigmund von Berg und seiner Gattin Ursula von Speth gestiftet wurde, ist wahrscheinlich dem katholischen Ulmer Künstler Martin Schaffner zuzuschreiben. Vieles deutet darauf hin, dass es vor dem Übertritt zum Protestantismus warnen soll, z. B. finden sich Vornehme (Adlige, Bischof) nur bei den Seligen und keiner bei den Verdammten.

#### Rathaus
Das moderne Gingener Rathaus mit Bibliothek, das zentral in Gingen liegt und als Treffpunkt der Gemeinde gilt, ist eine weitere Sehenswürdigkeit, da dort oft diverse Kunst- und Kulturgegenstände in wechselnden Ausstellungen zu sehen sind.

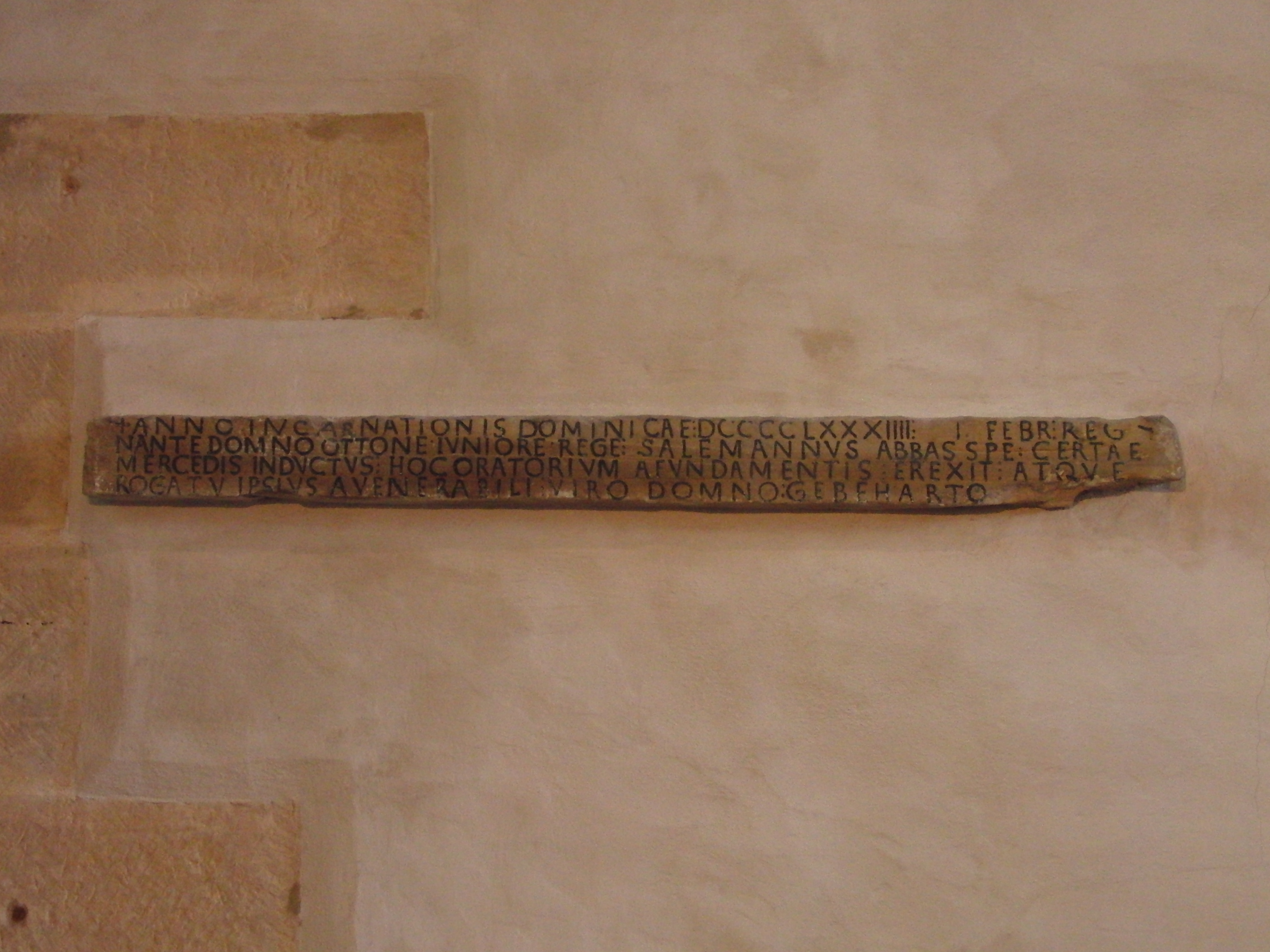
Johanneskirche Weiheinschrift aus dem Jahr 984

## Persönlichkeiten

### Ehrenbürger
- Hans Wimmer, Schulamtsdirektor i. R., seit 18. November 2005 „In Würdigung seines herausragenden Wirkens für die örtliche Gemeinschaft …“

### Söhne und Töchter der Gemeinde
- Georg Preßmar (1862–1920), württembergischer Landtagsabgeordneter
- Karl Nolan (1891–1937), Widerstandskämpfer in der Zeit des Nationalsozialismus
- Werner Fauser (1928–2022), Architekt und Hochschullehrer
- Werner Gass (* 1954), Fußballspieler

### Persönlichkeiten, die vor Ort gewirkt haben
- Jürgen Klinsmann (* 1964), ehemaliger Fußballspieler und heutiger -trainer, spielte als Kind von 1972 bis 1974 beim örtlichen Verein TB Gingen.[14]
- Karl Allgöwer (* 1957), ehemaliger Fußballspieler, lebt mit seiner Familie in Gingen